# Anoushirvan (Shir) Khan Qajar Qovanlou 'Eyn ol-Molk' 'Etezad od-Doleh'

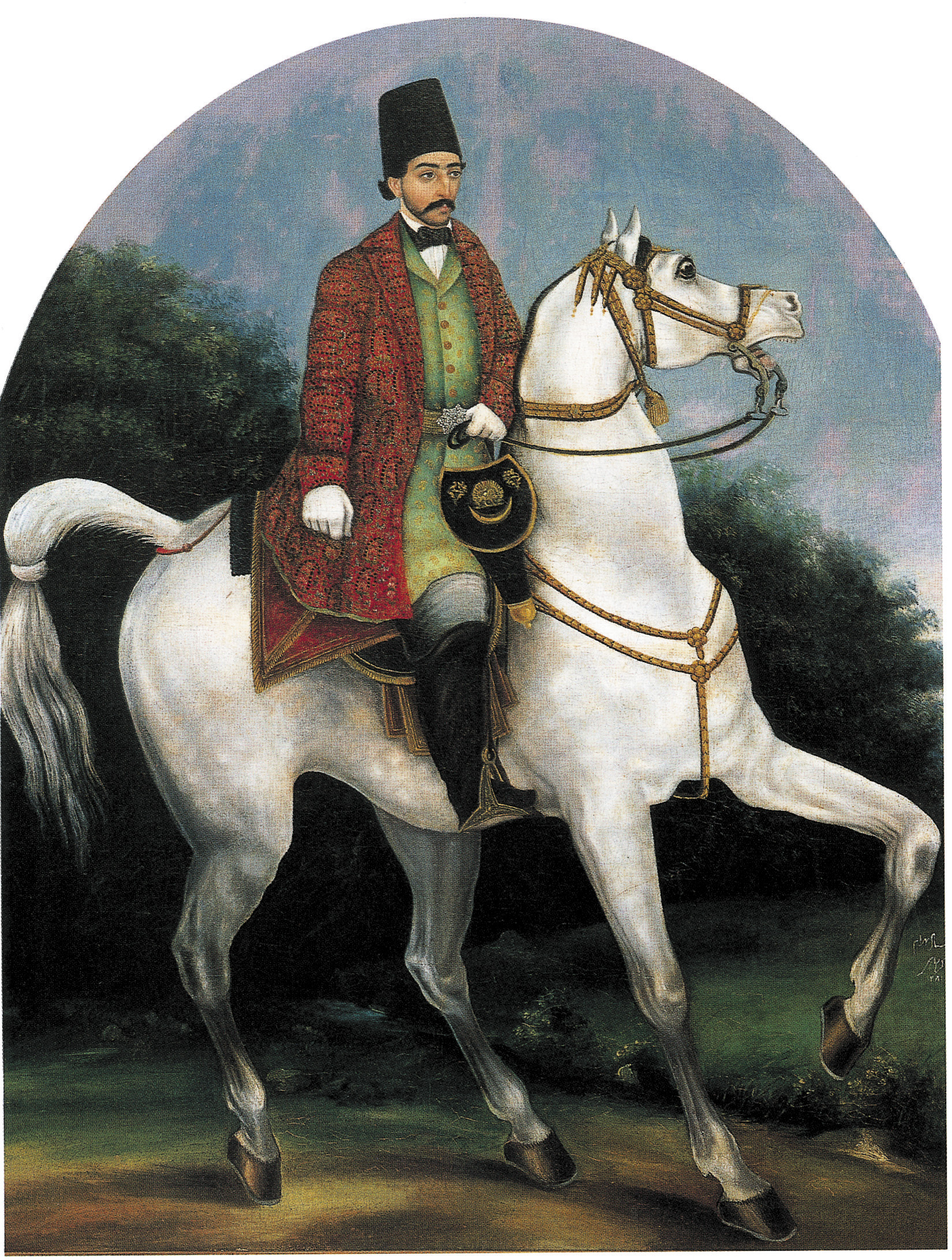
Eyn ol-Molk, hoofd van de Kadjaren-stam

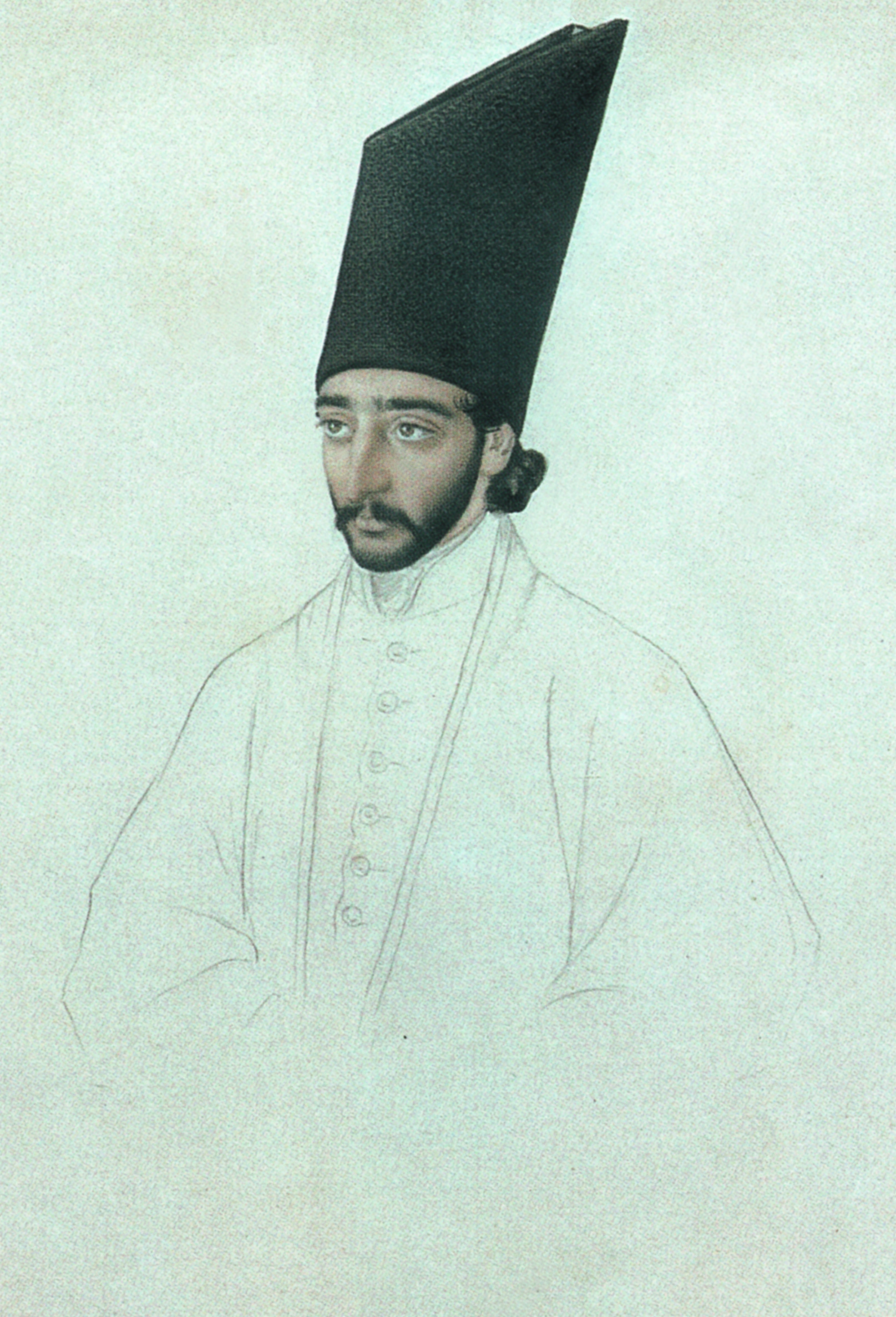
A study of Shir Khan Eyn ol-Molk (Sani ol-Molk)

Anoushirvan (Shir) Khan Qajar Qovanlou 'Eyn ol-Molk' 'Etezad od-Doleh' (overl. 1866) was een Iraanse aristocraat, generaal en hoveling.
Anoushirvan Khan Qajar Qovanlou, kortweg Shir Khan genoemd, was het enig kind uit het huwelijk tussen Soleyman Khan Qajar Qovanlou 'Khan-e Khanan' en prinses Malekzadeh Khanoum Qajar. Beide ouders waren kleinkinderen van de Perzische koning Fath'Ali Kadjar en derhalve groeide Shir Khan op in een van de machtigste aristocratische families van Iran in die tijd. Van zijn kindertijd behoorde hij tot de kleine groep intimi van zijn neef Naser ed-Din Kadjar. In de strijd tussen de hervormingsgezinden aangevoerd door de vernieuwende en corruptie-aanpakkende premier Amir Kabir en de behoudzuchtigen onder leiding van de oud-premier Noori en de moeder van de sjah Malekjahan Khanoum Qajar Qovanlou 'Mahd Olia' koos Shir Khan actief de zijde van zijn tante zoals de meeste van zijn familieleden, die afhankelijk waren van hun onderlinge bloedbanden voor het verkrijgen van goedverdienende overheidsfuncties.
In 1854 ontving hij de titel Eyn ol-Molk en twee jaar later werd hij Khan Salar, de verantwoordelijke voor de Koninklijke Keukens. Dit was een van de belangrijkste en meest verantwoordelijke functies aan het hof vanwege de taak vergiftiging van de vorst tegen te gaan. Rond 1860 huwde hij zijn nicht prinses Ezzat od-Doleh, de zuster van Naser ed-Din Kadjar, nadat zij gescheiden was van haar tweede echtgenoot Mirza Kazem Khan 'Nezam ol-Molk'. In 1861 werd hij verkozen tot ilkhan (hoofd) van de stam der Kadjaren en in 1863 volgde zijn benoeming tot gouverneur van de provincies Mazandaran, Gorgan en Astarabad en later tevens van Qazvin, Khuzestan, Mahallat, Shahroud en Bastam en trad vanaf 1865 op als bevelhebber van de legers van Mazandaran, Gorgan en Gilan. Zijn taken in de provincie werden waargenomen door zijn halfbroer Mohammad Ali Khan, omdat hij door zijn functie als Khan Salar in de nabijheid van de sjah diende te blijven. Vanaf 1864 mocht hij ook de titel Etezad od-Doleh voeren; een titel die eens aan zijn overgrootvader had behoord. In 1866 verleende de sjah hem de rang van opperbevelhebber van de Artillerie, maar in hetzelfde jaar nog overleed Shir Khan aan de pest.
Hij had kinderen bij Ezzat od-Doleh en bij andere echtgenotes, zoals Ghodrat Malek Khanoum. Zijn nazaten in de mannelijke lijn namen de familienaam Sepahbody (Sepahbodi) aan als verwijzing naar Shir Khan's militaire rang. Twee van zijn dochters huwden met Seyyed Sadr ed-Din 'Sadr ol-Ashraf I' uit Mahallat, de oom van Mohsen Sadr.